# 品川高寛
品川 高寛（しながわ たかひろ）は、江戸時代前期の旗本。高家品川高久の次男で分家を立てた。

## 生涯
元和2年（1616年）、旗本品川高久の次男として生まれる。
寛永7年（1630年）、15歳で将軍徳川家光に初謁、下野国都賀郡で200石の知行を与えられる。寛永14年（1637年）、御小姓組に列し、万治3年（1660年）12月26日に切米100俵加増。寛文9年（1669年）閏8月10日には日頃の勤めが賞せられ、黄金2枚が与えられる。
延宝6年（1678年）6月に番方を辞し小普請入り。元禄7年（1694年）12月7日に致仕して次男高清に家督を譲る。長男（今川氏睦）はこれより先、延宝元年（1673年）に今川氏堯の末期養子として高家今川家を継がせている。
元禄10年（1697年）閏2月8日死去、享年82。本家品川家やほかの今川・吉良一族同様、牛込の万昌院に葬られ、ここを杉山寺とする。